# Hermann Stefánsson
Hermann Stefánsson, född 1962, är en isländsk klarinettist.
Hermann Stefánsson har varit soloklarinettist i Kungliga Filharmoniska Orkestern och Stockholms symfonietta sedan 1995. Dessförinnan hade han samma position i Helsingborgs symfoniorkester. Han är också medlem av Svenska Serenadensemblen och Kungliga Filharmonikernas Blåsarkvintett. Han har varit solist med många svenska och utländska orkestrar bland andra Kungliga Filharmonikerna och Islands symfoniorkester. Dessutom medverkar han regelbundet i Konserthusets kammarmusikserier.
Hermann är adjunkt vid Kungliga Musikhögskolan i Stockholm och är adjungerad professor vid Sarajevo Music Academy. Han har även arbetat som lärare vid Musikhögskolorna i Malmö och Piteå samt varit gästlärare vid universitet världen runt.[källa behövs]
Hermann är även släkt med den isländska skalden Egil Skallagrimsson som ofta kallas för Islands och hela Nordens största skald.